# 甲基三乙基三氯化铵
甲基三乙基三氯化铵是一种季铵盐，化学式为(C2H5)3NCH3Cl3，或写作[NEt3Me][Cl3]，它是一种离子液体，可由甲基三乙基氯化铵和氯气反应制得：
[NEt3Me]Cl + Cl2 → [NEt3Me][Cl3]
它和一氧化碳反应，可以生成光气：
[NEt3Me][Cl3] + CO → COCl2 + [NEt3Me]Cl